# Off The Bone
...Off the Bone es el primer álbum recopilatorio con material publicado anteriormente por la banda de rock estadounidense The Cramps. Fue lanzado inicialmente en mayo de 1983 en el Reino Unido, a través de los sellos Illegal Records y I.R.S Records. El lanzamiento original tenía en la portada un anaglifo, y se acompañaban unas gafas 3D, rojas y azules para mirarla.
En él se incluyeron los temas de los primeros singles, tanto los dos primeros "Human Fly" y "Surfin' Bird", que ya aparecieron en el EP Gravest Hits de 1978, como "Fever", "Garbageman", "Drug Train", "The Crusher" y "Goo Goo Muck".
Todas las canciones fueron compuestas por Lux Interior y Poison Ivy, excepto las que eran versiones de Jack Scott, Roy Orbison, The Trashmen, Ricky Nelson, Little Willie John, The Phantom, Charlie Feathers, Ronnie Cook, Hasil Adkins, The Novas y Mel Robbins.

## Lista de canciones
1. "Human Fly"
2. "The Way I Walk"
3. "Domino"
4. "Surfin' Bird"
5. "Lonesome Town"
6. "Garbage Man"
7. "Fever"
8. "Drug Train"
9. "Love Me"
10. "I Can't Hardly Stand It"
11. "Goo Goo Muck"
12. "She Said"
13. "The Crusher"
14. "Save It"
15. "New Kind of Kick"

## Personal

### Formación
- Lux Interior - Vocalista
- Poison Ivy Rorschach - Guitarra
- Bryan Gregory - Guitarra
- Kid Congo Powers - Guitarra
- Nick Knox - Batería